# Strandäng vid Skatelövsfjorden
Strandäng vid Skatelövsfjorden este o arie protejată (arie specială de conservare — SAC, sit de importanță comunitară — SCI) din Suedia întinsă pe o suprafață de 12,3 ha, integral pe uscat.

## Localizare
Centrul sitului Strandäng vid Skatelövsfjorden este situat la coordonatele 56°43′22″N 14°35′15″E / 56.7228°N 14.5876°E.

## Înființare
Situl Strandäng vid Skatelövsfjorden a fost declarat sit de importanță comunitară în mai 2001 pentru a proteja un număr necunoscut de specii din flora spontană și fauna sălbatică aflate în arealul zonei. Situl a fost protejat și ca arie specială de conservare în martie 2011.

## Biodiversitate
Situată în ecoregiunea boreală, aria protejată conține 1 habitat natural: Pajiști cu Molinia pe soluri calcaroase, turboase sau argilos-nămoloase (Molinion caeruleae).
La baza desemnării sitului se află un număr nedeclarat de specii protejate.